# Soueast DX7
Soueast DX7 — среднеразмерный кроссовер производства китайской компании Soueast Motors. Впервые модель была представлена в 2015 году под названием DX7 Bolang, затем в 2018 году автомобиль прошёл первый фейслифтинг и стал называться DX7 Prime, а затем в 2020 году автомобиль прошёл второй фейслифтинг и стал называться DX7 Xingyue.

## DX7 Bolang
В 2014 году на Пекинском автосалоне был представлен концепт-кар SouEast R7 Concept. Серийная версия, получившая название DX7, дебютировала в ноябре 2014 года в Гуанчжоу и вышла на рынок в первом квартале 2015 года.
Soueast DX7 оснащался 1,5-литровым турбодвигателем мощностью 154 л. с. и крутящим моментом 210 Н⋅м или же 2,0-литровым турбодвигателем мощностью 190 л. с. и крутящим моментом 250 Н⋅м. Двигатели сочетались в паре с шестиступенчатой механической или шестиступенчатой автоматической трансмиссией.

Ценовой диапазон варьировался от 120000 до 160000 юаней.

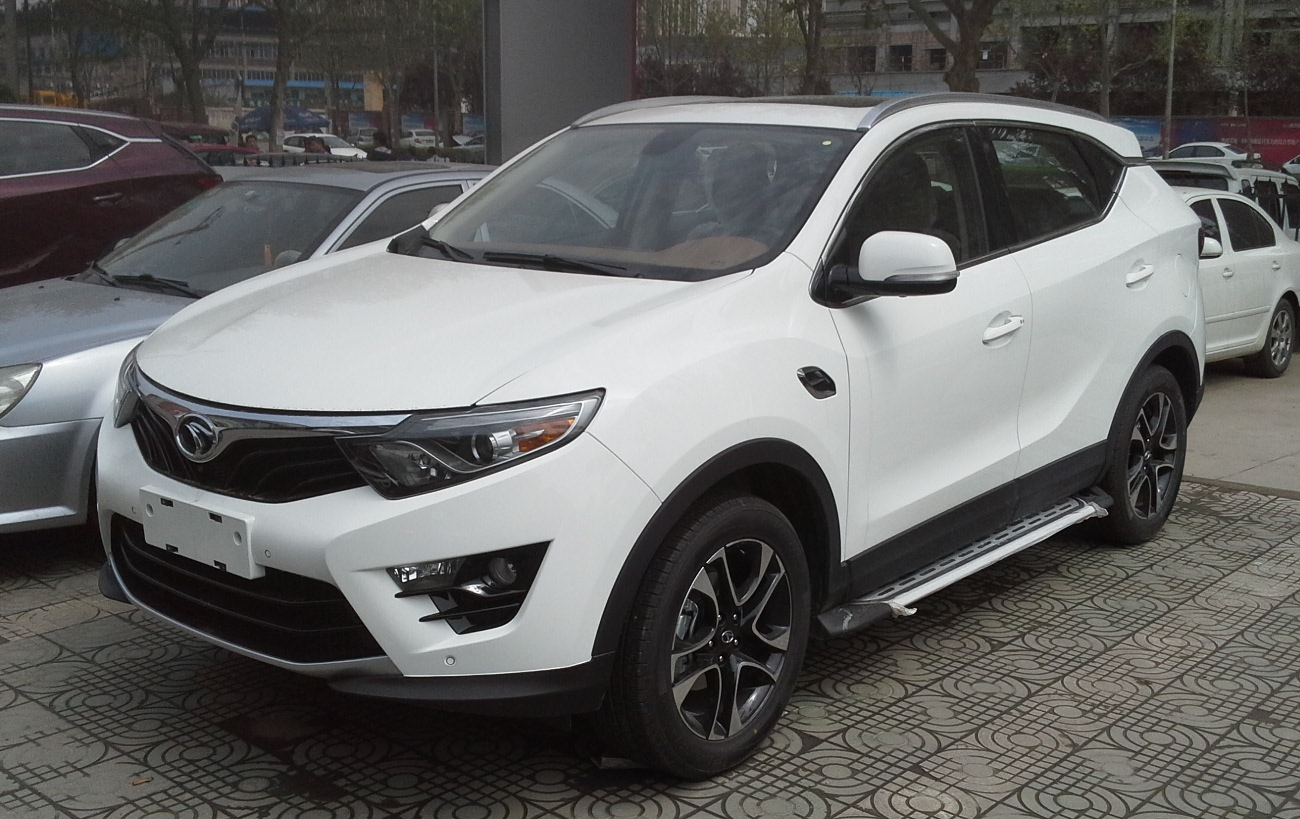
Вид спереди
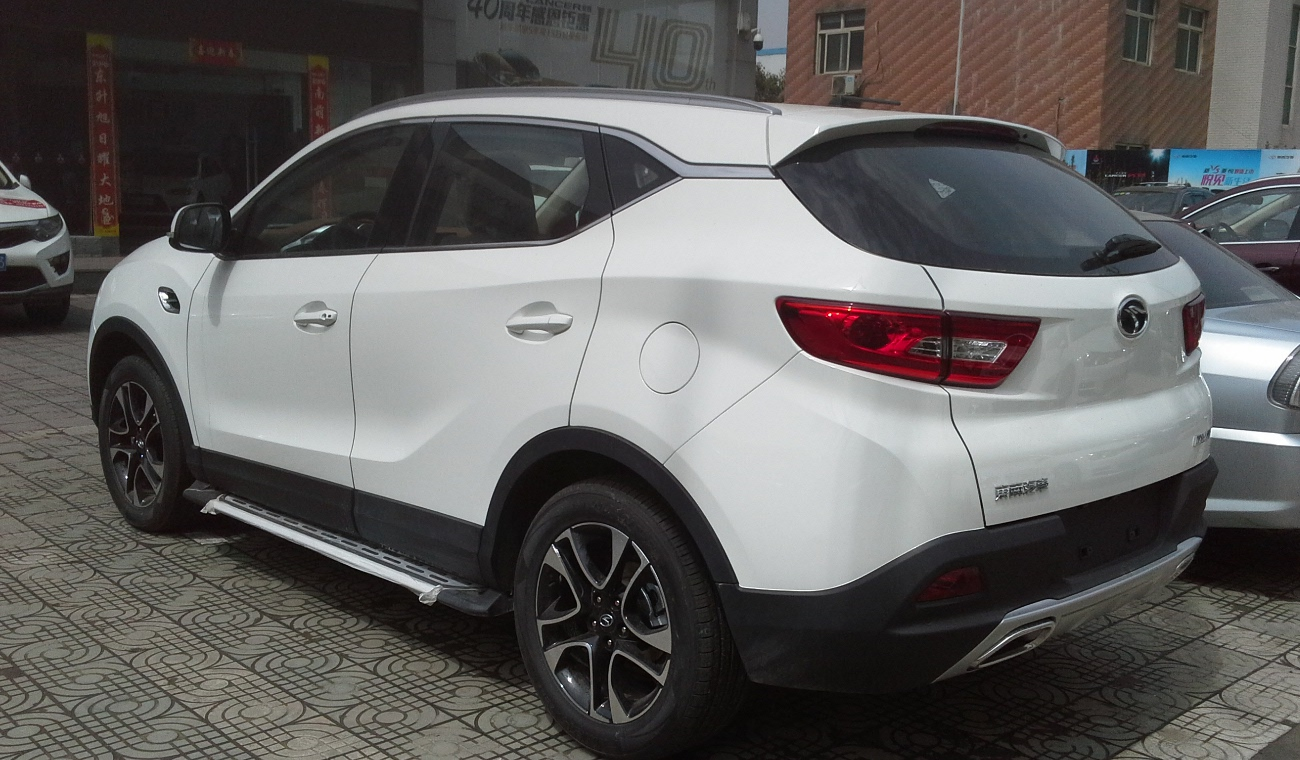
Вид сзади

## DX7 Prime
DX7 Prime был запущен в производство в 2018 году. Изменения коснулись передней части, задней части и интерьера. Одновременно была добавлена трансмиссия с двумя сцеплениями.

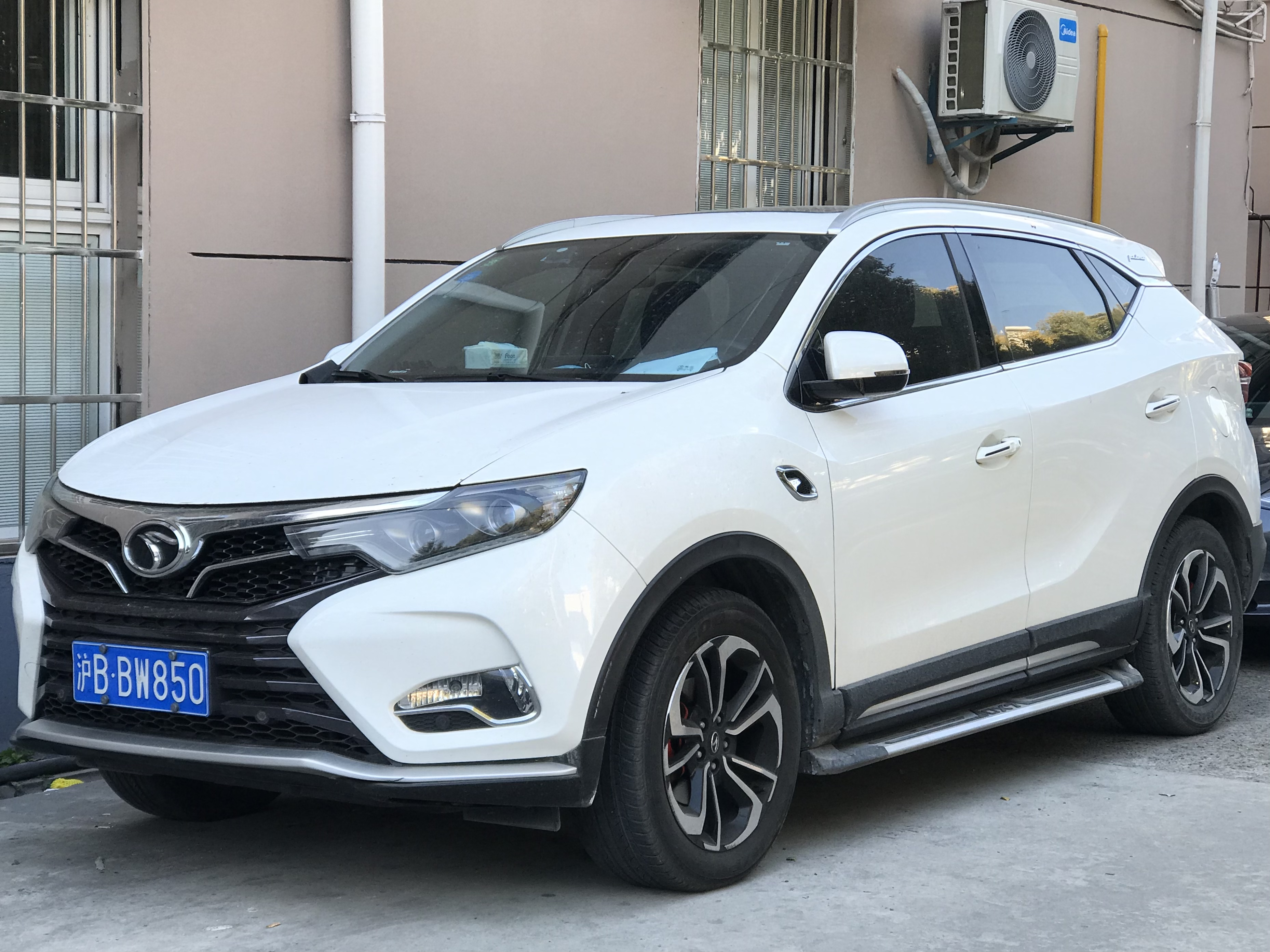
Вид спереди
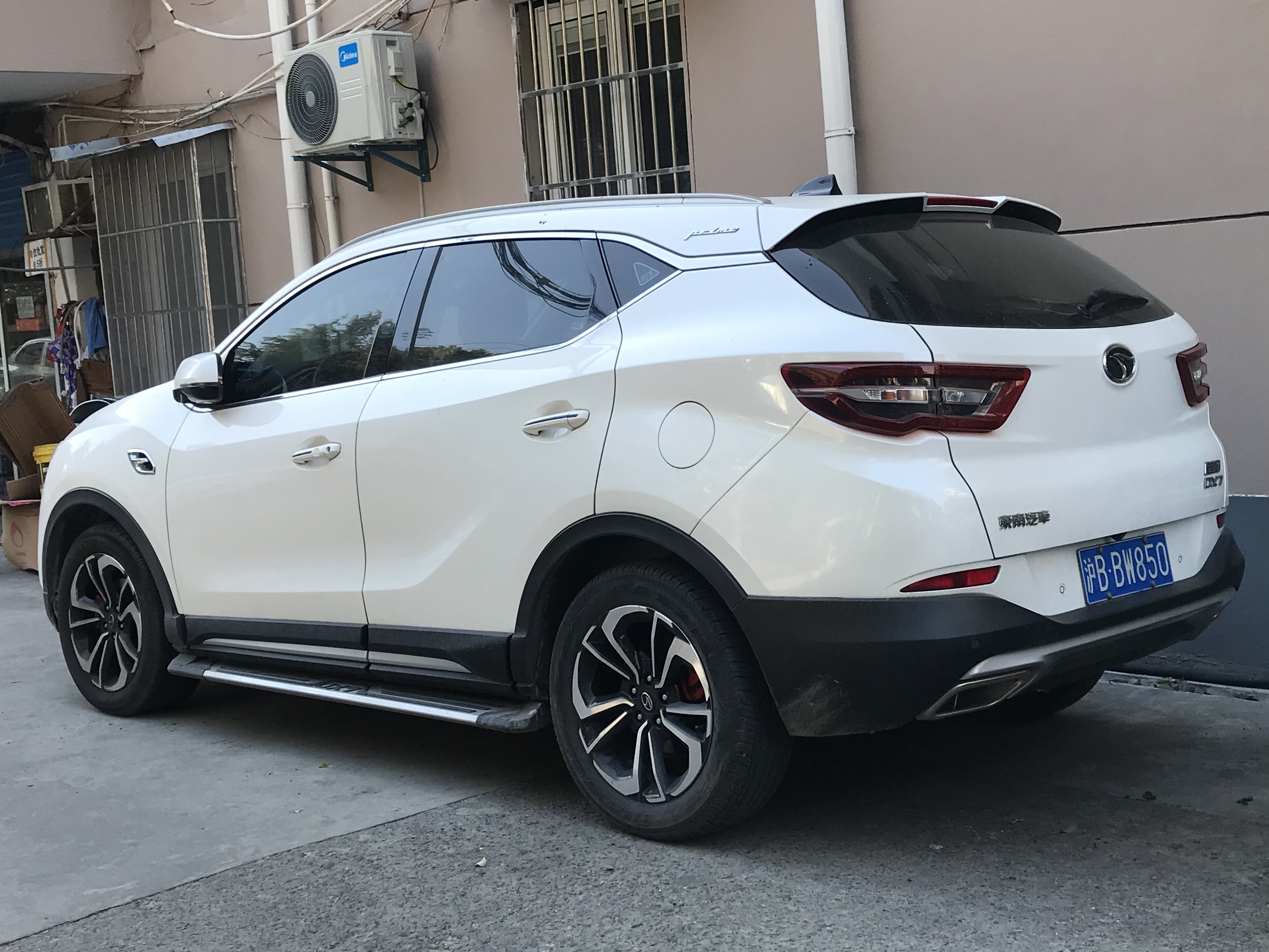
Вид сзади

## DX7 Xingyue
DX7 Xingyue был запущен в производство в 2020 году. Он оснащён 1,5-литровым турбодвигателем 4A95TD мощностью 176 л. с. и крутящим моментом 259 Н⋅м. Двигатель сочетается в паре с семиступенчатой трансмиссией Getrag с двумя сцеплениями. Передняя подвеска — Макферсон, задняя — многорычажная. Автомобиль имеет адаптивный круиз-контроль для полуавтономного вождения второго уровня с удержанием полосы движения, автоматическим торможением и парктроником.

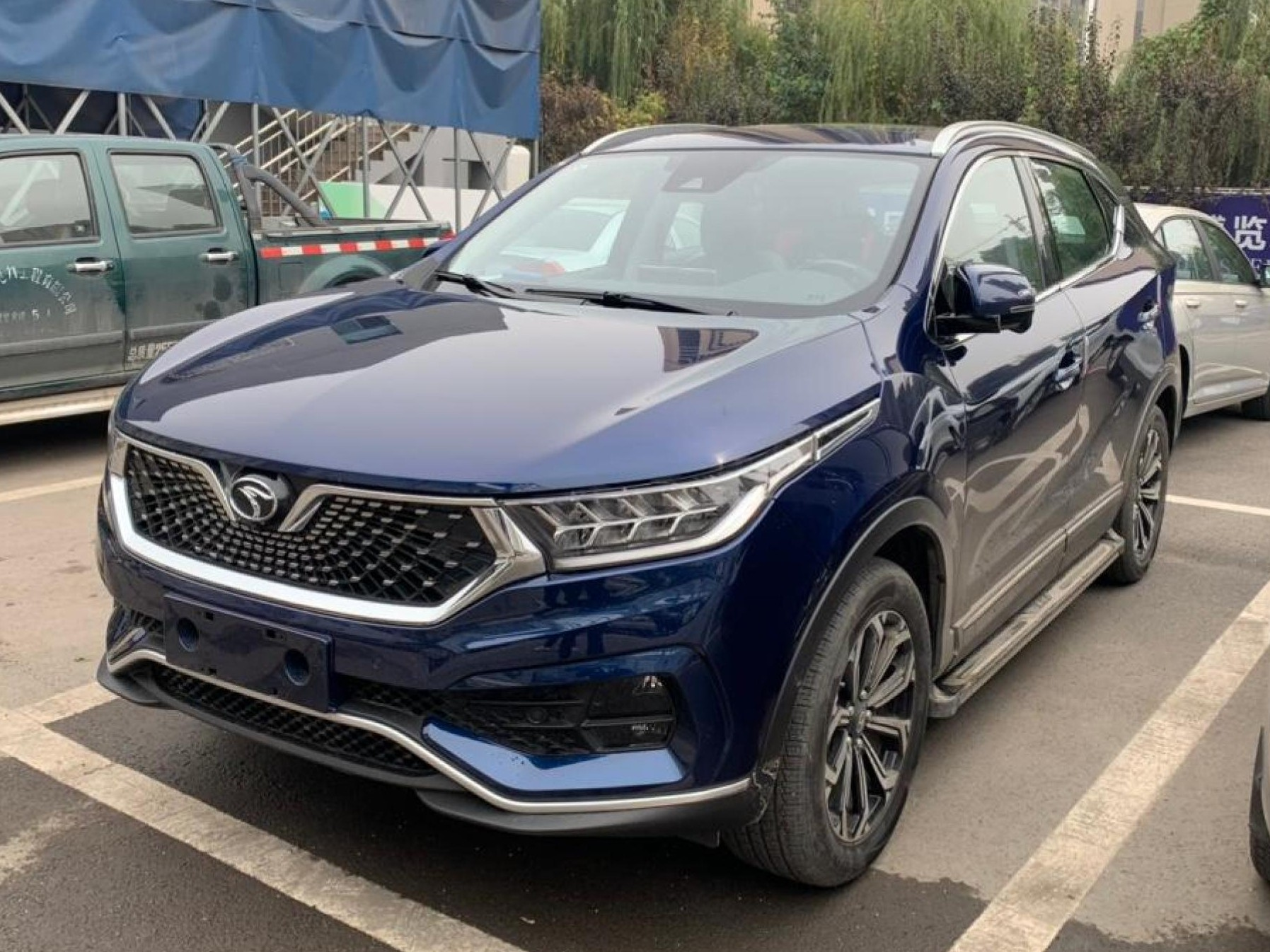
Вид спереди
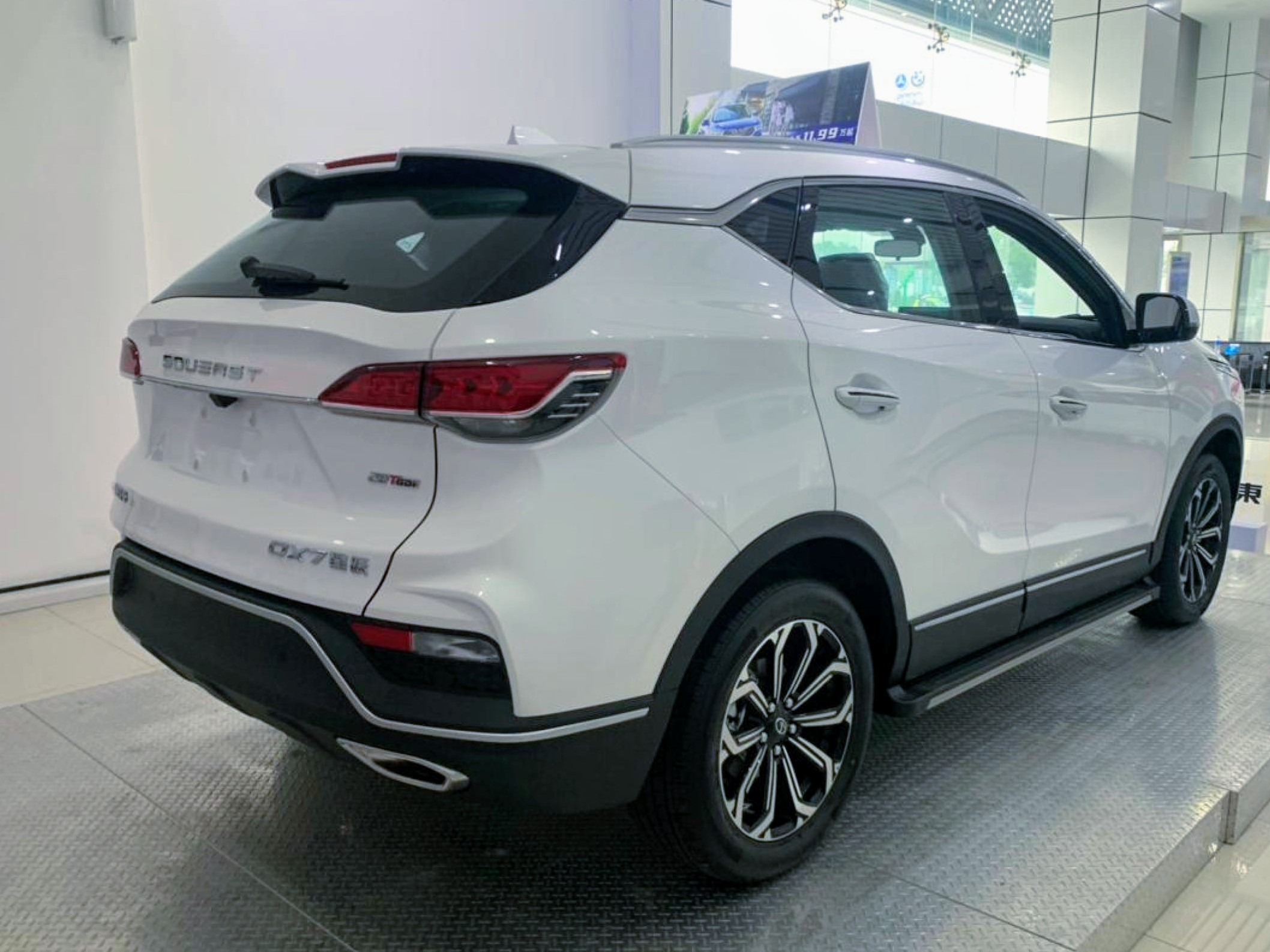
Вид сзади